# メアリー・ダグラス
メアリー・ダグラス（Mary Douglas、1921年5月25日 - 2007年5月16日）は、イギリスの社会人類学、文化人類学者。専門は象徴人類学、比較宗教学。『汚穢と禁忌』における「穢れ」論によって、20世紀の文化人類学を代表する一人として数えられている。

## 経歴
1921年、イタリアのサンレーモにマーガレット・メアリー・テュー(Margaret Mary Tew)として生まれた。ローハンプトンのイエスの聖心修道院で寄宿生としてカトリックの中等教育を受ける。1942年にオックスフォード大学セント・アンズ・カレッジを卒業した後、1947年まで植民省で戦時勤務にあたった。そのなかで人類学に関心を抱き、同年、オックスフォード人類学研究所に入所。研究所ではエヴァンズ＝プリチャードに師事した。コンゴでの現地調査などを経て、1951年にオックスフォード大学で博士号を取得。オックスフォード大学講師、ユニヴァーシティ・カレッジ・ロンドン教授をつとめた。
1977年に米国に移住し、ラッセル・セイジ・ファンデーションのディレクターに就任。1981年からは、ノースウェスタン大学教授。ノースウェスタン大学を定年後、プリンストン大学で2年間、教鞭をとった。1988年英国に戻り、引退後も聖書研究に精力的に取り組んだ。2007年、癌の合併症によりロンドンにて逝去。

## 受賞・栄典
- 1992年：トーマス・ハックスリー記念賞
- 2006年：大英帝国二等勲爵士 (DBE)。

## 研究内容・業績
- 1966年の『汚穢と禁忌』が世界的なベストセラーになり、学界での名声を確立。人間が中間領域にある事象に嫌悪を覚える人間の特性を観念論で表した。
- 1970年の『象徴としての身体』では、バジル・バーンステインの分類化／枠付け論を援用し、以後のダグラスの論述の要をなす、グリッドとグループからなる独自の「文化理論」を提示した。
- 1982年の『リスクと文化』（アーロン・ウィルダフスキーとの共著）のなかで、はじめて社会学的、文化人類学的にリスク論を展開しその後の構築主義的研究の道を開くなど、他の人文科学・社会科学にも広く影響を及ぼした。ただし他方で、「汚染（pollution）は儀礼上の穢れ（pollution）の一種である」という主張から、当時の環境保護運動を「文化的バイアスのかかった人騒がせなセクト」であるなどと論難したため、「保守主義者」とみなされ批判されることもあった。[要出典]

## 著書

### 単著
- The Lele of Kasai, (Oxford University Press for International African Institute, 1963).
- Purity and Danger: An Analysis of Concepts of Pollution and Taboo, (Routledge and Kegan Paul, 1966).（塚本利明訳『汚穢と禁忌』思潮社, 1972年/筑摩書房（ちくま学芸文庫）,2009年）
- Natural Symbols: Explanations in Cosmology, (Barrie and Rockliff/Cresset Press, 1970).（江河徹ほか訳『象徴としての身体――コスモロジーの探求』紀伊国屋書店, 1983年）
- Implicit Meanings: Essays in Anthropology, (Routledge and Kegan Paul, 1975)
- Evans-Prichard, (Fontana, 1980).
- In the Active Voice, (Routledge and Kegan Paul with Russell Sage Foundation, 1982)
- Risk Acceptability According to the Social Sciences, (Russell Sage Foundation, 1985).
- How Institutions Think, (Syracuse University Press, 1986)
- Objects and Objections, Monograph Series of Toronto Semiotic Circle no.9, (Victoria College, University of Toronto, 1992).
- Risk and Blame: Essays in Cultural Theory, (Routledge, 1992)
- Leviticus as literature, (Oxford University Press, 1999)
- Thouqht Style: Critical Essays on Good Taste, (Sage, 1996)
- Implicit Meanings 2nd edition: Selected Essays in Anthropology, (Routledge, 1999).
- In the Wilderness: The Doctrine of Defilement in the Book of Numbers, (Oxford University Press, 2001)
- Jacob's Tears: The Priestly Work of Reconciliation, (Oxford University Press, 2004)
- Thinking in Circles: An Essay on Ring Composition , (Yale University Press, 2007)

### 共著
- The World of Goods: Towards an Anthropology of Consumption, with Baron Isherwood, (Basic Books, 1978).（浅田彰、佐和隆光訳『儀礼としての消費――財と消費の経済人類学』新曜社, 1984年)
- Risk and Culture: An Essay on the Selection of Technical and Environmental Danger, with Aaron Wildavsky, (University of California Press, 1982).
- Missing Persons, a Critique of Personhood in the Social Sciences, with Steven Ney, (University of California Press, 1998)

### 編著
- Man in Society: Patterns of Human Organization, (Macdonald, 1964).
- Witchcraft: confessions [and] accusations, (Tavistock Publ., 1970).
- Rules and Meanings. The Anthropology of Everyday Knowledge, (Penguin, 1973).
- Essays in the Sociology of Perception, (Routledge and Kegan Paul with Russell Sage Foundation, 1982).
- Food in the Social Order. Studies of Food and Festivities in Three American Communities, (Russell Sage Foundation, 1984).
- Constructive Drinkings: Perspectives from Anthropology, (University Press, 1987).

### 共編著
- Man in Africa, with Phyllis Kaberry, (Tavistock Publications, 1969).
- Religion and America: Spiritual Life in a Secular Age, with Steven M. Tipton, (Beacon Press, 1983).
- How Classification Works: Nelson Goodman among the Social Sciences, with David Hun, (Edinburgh University Press, 1992).